# Ligue nationale du football amateur (Algérie)
 (août 2018).
La Ligue Nationale du Football Amateur en (arabe : الرابطة الوطنية لكرة القدم للهواة), couramment abrégé en LNFA est une ligue créée en 2010 dans le cadre de la professionnalisation du football en Algérie, elle gère le Championnat d'Algérie de football de deuxième division depuis 2020 et le Championnat d'Algérie de football amateur (division 2).

## Histoire
En novembre 2023, Ali Malek, président de la Ligue, démissionne en raison de « la situation de blocage que vit la Ligue ». Parallèlement, la Fédération algérienne de football (FAF) suspend Ali Malek avec effet immédiat, jusqu'à la prochaine assemblée générale, pour « violation des lois et règlements en vigueur ». Ahmed Kharchi, membre du bureau fédéral de la FAF, est chargé de gérer la période de transition et un audit de gestion est demandé par la Fédération. Il est élu président le 4 février 2025.